# Omid Norouzi
Omid Norouzi (n. 18 februarie 1986, Shiraz, Persida, Iran) este un luptător ce a reprezentat Iran, medaliat olimpic. A participat la 2 ediții ale Jocurilor Olimpice (2012, 2016) în care a câștigat o medalie de aur.